# Leea
Leea es un género con 148 especies de plantas  perteneciente a la familia Vitaceae.

## Descripción
Son mayormente árboles, arbustos erectos desarmados o hierbas. Hojas alternas muy raramente opuestas, generalmente uni a tripinnada compuesto, rara vez simple, estípula oreja-como o revestimiento o ausente; foliolos generalmente dentados, peciolulados. Inflorescencia de hojas opuestas cimas corimbosas, pedúnculo tomentoso a menudo oxidado nunca, modificado en zarcillos. Flores generalmente de color blanco o blanquecino; sépalos (4 -) 5 unidos en un cupular, poco dentado en forma de copa hipanto. Pétalos (4 -) 5, libres o unidos basalmente y adherente al tubo estaminal, refleja. Estambres unidos en la base en un corto o largo 5 - lobado epipetalous tubo estaminal, anteras alternando con los lóbulos bífidas o total del tubo estaminal, extrorse. Ovario (3 -) 4-5 (-8) locular, lóculos uniovulado, sincárpico, superior, angular, a menudo hundido en el disco; estilo sencillo, con un estigma insignificante. Fruta una baya. Semillas en forma de cuña.

## Taxonomía
El género fue descrito por D.Royen ex L. y publicado en Systema Naturae, ed. 12 2: 608, 627. 1767.

## Especies seleccionadas
- Leea aculeata
- Leea acuminata
- Leea acuminatissima
- Leea adwivedica
- Leea aequata